# 時間的閉曲線
時間的閉曲線（じかんてきへいきょくせん、Closed timelike curve，CTC）とは数理物理学において 、 ローレンツ多様体の中で時空物質粒子が「閉じた」状態にあり、その出発点に戻ってくる世界線である。  この可能性は、1937年にWillem Jacob van Stockumによって最初に発見された。後の1949年にクルト・ゲーデルによって確認され 、CTCを可能にする一般相対性理論 （GR）の方程式の解（ゲーデル解）が発見された。それ以降、CTCを含む他の相対論の解、例えばティプラーの円筒や通行可能なワームホールが発見された。ノヴィコフの首尾一貫の原則により親殺しのパラドックスは回避できると考えられているにもかかわらず、CTCの存在は時間を逆行でき、そして親殺しのパラドックスが生じる理論的な可能性を示していると考えられている。物理学者の中には、特定のGR解に現れるCTCは、将来一般相対性理論に代わる量子重力理論、スティーブン・ホーキングが時間順序保護仮説と呼ぶアイデアによって排除されるであろうと推測している。他に、ある時空におけるすべての時間的閉曲線が事象の地平面（時空検閲と呼ばれる領域）を通過するならば、事象の地平面に切り取られた時空は依然として因果的に正しくふるまい、観察者は因果違反を検出することができないという指摘もある。

## 光円錐

平坦な時空における光円錐。光円錐には、他の空間的位置が含まれるだけでなく、未来と過去の時間の座標も含まれる。

一般相対論 、より具体的にはミンコフスキー空間における系の時間発展を論じるとき、物理学者はしばしば光円錐を用いて考える。光円錐は、物体の現在の状態が与えられたときの未来の時間発展、また物体の現在の位置が与えられたときに未来に存在し得る位置を表す。物体の未来の位置は、物体が移動できる速度によって制限される。すなわち光速が限界となる。例えば、時刻 t0 において位置 p にある物体は、 時刻 t1 では p ＋ c(t1 − t0) 以内の位置にしか移動できない。 
光円錐は通常、時空図（横軸に空間の位置 x を、縦軸に時間 ct をとったグラフ）で表される。このグラフで光円錐は物体を始点とした角度45度の斜めの線で表示される。この図では物体の将来の位置はすべて光円錐の内側にある。加えて、すべての空間位置には未来の時間がある；これは物体が空間内の任意の位置に無期限にとどまる可能性があることを意味する。 
このような図上の任意の一点は事象と呼ばれる。別々の事象は、時間軸に沿って異なる場合は時間的に分離され、空間軸に沿って異なる場合は空間的に分離されているという。物体が自由落下している場合は、時間軸を上に移動する。加速すると空間軸に沿って移動する。物体が時空を通過する実際の経路は世界線と呼ばれる。光円錐をすべての可能な世界線と定義することもできる。 
例として単純な時空を考えると、光円錐は時間的に前方に向けられている。これは1つの物体を一度に2つの場所に配置できない、または別の場所に即座に移動できないという一般的なケースに対応する。これらの時空では、物理的な物体の世界線は定義上、時間的である。ただし、このことは局所的に平坦な時空にのみ当てはまる。曲がった時空では、光円錐は時空の測地線に沿って傾斜する。たとえば、物体が天体の近くを移動している間、その天体の重力は物体を引っ張りその世界線に影響を与えるため、物体の未来の位置は天体に近くなる。時空図上でこのことは物体の光円錐がわずかに傾くことで表される。この状況で自由落下する物体は、その局所的な時間軸に沿って移動し続けるが、外部の観測者にとっては空間の中で加速しているように見える。これは例えば物体が軌道上にある場合に普通の状況である。
極端な例では、適切に高い曲率を有する時空では、光円錐は45度を超えて傾斜することがある。これは、物体が未来には、外部の静止した座標系にいる観察者から見て空間的に分離された位置にある可能性があることを意味する。この外部観測者の視点では、物体は空間を瞬時に移動できる。この状況では、物体の現在の空間的位置は、それ自身の将来の光円錐内にいることがないので、移動しなければならない。さらに、十分な傾きのために、外側から見て「過去」にある事象の場所が光円錐内にある。それ自身に現れる空間軸の適切な動きによって、物体は外部からは経時的に移動するように見える。 
このような一連の光円錐が自分自身でループして戻ってくるようになっている場合は、時間的閉曲線が作られる可能性がある。そのような軌道に沿って自由落下する物体は、時空の同じ点に繰り返し戻る。元の時空の場所に戻ることは、1つの可能性にすぎない。物体の未来の光円錐は時間的に前方と後方の両方の時空点を含むため、これらの条件下でオブジェクトがタイムトラベルを行うことが可能である。

## 一般相対性理論
CTCは一般相対性理論の場の方程式の厳密解に現れる。他に以下のものがある。 
- ミスナー空間（英語版） （離散ブーストによってオービフォールド（英語版）されたミンコフスキー空間 ）
- カー・ブラックホール（回転する非荷電ブラックホールのモデル化）
- 回転するBTZブラックホールの内部
- van Stockum dust（円筒対称のダスト構成をモデル化）
- ゲーデル解 （慎重に選択された宇宙定数項でダストをモデル化）
- ティプラーの円筒（CTCを備えた円筒対称メトリック）
- 2つの回転するボールなどの実験室の状況を記述するBonnor-Steadmanソリューション
- リチャード・ゴットは宇宙ひもを使用してCTCを作成するメカニズムを提案した。

これらの例のいくつかは、ティプラーの円筒のように人工的だが、カー・ブラックホールの外部部分はある意味で一般的であると考えられているため、内部にCTCが含まれていることを知るのはやや不安である。ほとんどの物理学者は、このような解におけるCTCは人工物であると考えている。   

## 結果
CTCの1つの特徴は、それが以前とは関係のない世界線の可能性を開くことであり、そのため、以前の原因にまでたどることができない「事象」の存在を明らかにする。通常、 因果関係は、時空間の各「事象」前に、残りのすべてのフレームでその原因が続き存在することが要求される。この原理は決定論において非常に重要であり、 一般相対性理論では、空間的なコーシー曲面上の宇宙の完全な情報を使用して、残りの時空の完全な状態を計算することができる。ただし、CTCでは、「事象」はその原因と「同時」に発生する可能性があるため、因果関係が崩崩壊する。ある意味では、「事象」が原因で発生する可能性がある。過去の知識だけでは、時空間で他のオブジェクトと干渉する可能性のある何かがCTCに存在するかどうかを判断することは不可能である。したがって、CTCはコーシーの地平線と、過去のある時期の完全な知識からは予測できない時空の領域をもたらす。 
ある点でCTCとして連続的に変形するCTCは存在しない。（つまり、CTCとその点は時間的ホモトピックではない）。その点では多様体が因果的に適切に動作しないためである。 CTCがある点まで変形するのを防止する位相的特徴は、 時間的位相特徴(timelike topological feature)として知られている。 
CTCの存在は、宇宙の物質エネルギー場の物理的に許容される状態に制限を課す。閉じた時間的世界線のファミリに沿ってフィールド構成を伝播すると、最終的には元の状態と同じ状態になる必要がある。これは、CTCの存在を反証するための可能なアプローチとして、一部の科学者によって調査されている。 
CTCの量子定式化が提案されているが 、それらに対する強い挑戦は自由に量子もつれを作成する能力であり、これは量子論が予測することは不可能である。これらのCTCが存在することは、量子計算と古典計算の両方が等価であることも意味する（両方ともPSPACE ）。

## 収縮性と非収縮性
CTCには2つのクラスがある。CTCはある時点で収縮可能であるとするものとCTCはもはやどこにも未来的な時間的方向性である必要はないと主張した場合）、収縮不可能だとするもの。後者の場合、 普遍被覆(universal cover space)に行き、因果関係を再確立できる。前者の場合、このような手順は不可能である。そのような点は因果的にうまく振る舞わないため、閉時期曲線は時系列曲線の中で時系列ホモトピーによって収縮可能ではない。

## コーシー地平面
chronology violating setはCTCが通過するポイントの集合である。この集合の境界はコーシーの地名面である。コーシーの地平面は、閉じたヌル測地線によって生成されている。閉じたヌル測地線のそれぞれに関連して、ループ周辺のアフィンパラメータの変化率の再スケーリングを記述する赤方偏移係数がある。この赤方偏移係数のために、幾何級数が収束するため、アフィンパラメータは無限に多くの回転の後に有限値で終了する。 